# Bahar Güvenç
Bahar Güvenç (* 15. Januar 1997 in Antalya) ist eine türkische Fußballspielerin. Die Innenverteidigerin steht derzeit beim türkischen Verein 1207 Antalya Spor unter Vertrag und war von 2016 bis 2017 auch A-Nationalspielerin für die Türkei.

## Karriere

### Vereine
Als Kind betrieb Güvenç zunächst Leichtathletik und Basketball und begann erst in der 7. Klasse mit dem Fußballspielen. Dort begann sie zunächst bei Medical Park Antalyaspor, wechselte aber bald in die Jugendmannschaft des Zweitligisten 1207 Antalya Spor. Hier konnte sie sich bald etablieren und unterzeichnete 2013 ihren ersten Profivertrag. 2016 stieg sie mit ihrem Verein in die erste Liga auf. 2018 wechselte sie nach dem Abstieg ihres Vereins aus der ersten Liga zum ehemaligen Ligakonkurrenten Kdz. Ereğli Belediye Spor und blieb so in der ersten Liga. Festspielen konnte sie sich dort aber nicht und wechselte nach nur zehn Ligaeinsätzen zurück zu 1207 Antalyaspor in die zweite Liga. 2021 konnte sie mit ihrem Verein den Wiederaufstieg feiern, stieg 2024 ab wieder ab.

### Nationalmannschaft
Güvenç spielte für die türkische U-17- und die U-19-Nationalmannschaft. Bei der 0:6-Niederlage gegen Deutschland am 8. April 2016 gab sie ihr Debüt für die türkische A-Nationalmannschaft. In der Folge kam sie aber über den Status der Ergänzungsspielerin nicht hinaus und absolvierte nur fünf weitere Spiele. Ihr bis dato letztes Spiel war ihr Einsatz bei der 1:2-Niederlage gegen Polen am 7. März 2017, als sie kurz vor Schluss nochmals eingewechselt wurde.